# 기모토 게이스케
기모토 게이스케(일본어: 木本 敬介, 1984년 8월 23일 ~ )는 일본의 전 축구 선수이다.

## 구단 경력
그는 2007년부터 2017년까지 카탈레 도야마에서 활동하였다.